# Собор Святого Миколая Чудотворця (Ніжин)
Свя́то-Микола́ївський собо́р, Миколаївський собор, Соборна церква Святого Миколи у місті Ніжин — споруда часів раннього українського бароко. Могутній, спрямований вгору центричний об'єм споруди заввишки 55 метрів, із щільно стуленими п'ятьма банями, став в українській бароковій архітектурі прототипом мурованих хрещатих п'ятибанних храмів.
Собор повністю відтворює в цеглі звичні прийоми народного дерев'яного зодчества. Особлива, парадна роль споруди підкреслена і в інтер'єрі, де обабіч головного входу влаштовано на підвищенні спеціальні лоджії для полкової старшини. Панівне розташування собору в міській забудові і досі лишилося поза конкуренцією, хоча громадський центр змістився на іншу площу. Головна вісь забудови пройшла від ринку вздовж Остра.

## Історія
Миколаївський собор у Ніжині — найдавніша мурована споруда такого типу на Лівому березі Дніпра. Саме при будівництві цього храму місцеві майстри — будівельники відпрацьовували свої методи, пристосовуючи давні традиції дерев'яного будівництва до потреб нового часу. Як справедливо відзначив відомий український мистецтвознавець Анатолій Макаров, заслуга будівельників козацької доби полягала в тому, що «цей поширений з давніх часів тип великої дерев'яної (переважно сільської) церкви вони вдягли у камінь, прикрасили безліччю чудових пластичних мотивів, вдосконалили й підняли на рівень найдосконаліших виявів європейського культурного мислення». Унікальність ніжинського собору полягає в тому, що він «і найстаріший, можливо, найперший храм-прототип, і найцікавіша за своєю ідеєю споруда.»
Наслідуючи та розвиваючи риси Ніжинського собору, подібні споруди з'являються в інших містах країни: Троїцький собор Густинського монастиря під Прилуками (1672–1674), Катерининська церква у Чернігові (1690-ті роки), Успенський собор у Новгороді-Сіверському (кінець XVII — початок XVIII століття), Всіхсвятська церква Києво-Печерської лаври (1696–1698), Георгіївський собор Видубицького монастиря у Києві (1696–1701) та багато інших.
Від часу заснування Миколаївський собор стає архітектурною домінантою стародавнього Ніжина: довкола нього складається архітектурний ансамбль Соборної площі міста. Храм мав три престоли — на честь Святителя Миколая Чудотворця, архістратига Михаїла та трьох Святителів. Поруч з ним будуються тепла церква Варвари, шпиталь та школа (згоріли під час нищівної пожежі 1792 р.), згодом — тепла церква Івана Предтечі (нині міський будинок культури, 1842 р.), двоярусна дзвіниця та кована огорожа з невеликою капличкою на вході (зруйновані в 1930-ті роки).
Інтер'єр храму прикрашав унікальний різьблений і позолочений іконостас, виконаний артіллю місцевих майстрів, напис на якому свідчив:
|  | Устроися иконостас сей подаяніями христолюбивых титорей великороссійских и малороссійских, и приходов церковных, и прилежным стараніем всечестнаго… [отца Стефана] Волховскаго, настоятеля св. храма святителя Христова Николая, при благополучной державе императрицы Елисаветы Петровны и господина Кир Рафаила Заборовскаго, архіепископа Кіевскаго, року 1734 іюня 10 дня. Списася иконостас сей Василием Реклинским |

Цей іконостас був однією з найяскравіших пам'яток народного мистецтва і наближався за стилістикою до широко відомого іконостасу Преображенської церкви у Великих Сорочинцях на Полтавщині. Мистецькі та архітектурні якості ніжинського іконостасу сьогодні ми можемо оцінити хіба що за старими фотографіями…
Враховуючи те, що Миколаївський собор у Ніжині був прототипом для побудови інших подібних храмів, що увійшли до скарбниці вітчизняної архітектури, набуває принципового значення з'ясування часу його зведення та ім'я проєктанта і будівничого. Але до останнього часу це питання лишалося відкритим.

В історичній та мистецтвознавчій літературі надзвичайно поширеною була думка, яку висловив у 1874 році історик церкви чернігівський архієпископ Філарет Гумілевський, який вважав, що Миколаївський собор у Ніжині зведено після пожежі 1668 року. Тоді місто було дощенту спалене московським каральним загоном князя Г. Ромодановського за участь його мешканців і козаків Ніжинського полку в повстанні проти московських воєвод (у 1667 році в Україні почалися заворушення проти московських урядовців, які почали збирати податки на користь царського уряду та порушувати споконвічні права козаків і міщан. У Ніжині козацьке повстання очолив Ніжинський полковник Артем Мартинович. Козаки та міщани взяли в облогу в Ніжинському Замку московський стрілецький гарнізон під командуванням воєводи Івана Ржевського. Як свідчить автор «Літопису Самовидця», влітку 1668 року Г.Ромодановський з каральним військом рушив на допомогу обложеним стрільцям. Дізнавшись про прихід карального війська, 
|  | ніжинці узявшися з козаками, уступили з Ніжина, все зоставивши. Где прийшовши, князь Ромодановский стал у місті, і усе войско розграбило, і виходячи з Ніжина, місто спалил, нічого не зоставуючи… |

Після цієї пожежі місто відбудовувалося майже заново. Відомо, що в 1669 році ніжинці зверталися до московського царя з проханням відбудувати місто та просили, щоб 
|  | і ратні люди, які у Верхньому Місті зостаються, у будові міста Великого помогали; та й волость уся, що в полку Ніжинському єсть, щоб усі разом те місто будували… |

Аналіз наведених відомостей, зіставлений з імовірним часом побудови храму, дав змогу архієпископу Філарету (Гумілевському) у своєму «Історико-статистичному описі Чернігівської єпархії» (К., 1874) висловити припущення: «будівництво кам'яного собору звершилось, імовірно, після нещасливого 1668 року при (гетьмані) Самуйловичі, тоді як до цього храм був дерев'яний».
Некритично сприйняте припущення церковного історика згодом повторили та розтиражовали інші дослідники і воно увійшло в усі сучасні енциклопедичні видання з історії українського мистецтва та архітектури.
Останнім часом зріс інтерес фахівців до часу побудови Миколаївського собору. Пов'язане це насамперед з тим, що у фондах Ніжинської філії Чернігівського облдержархіву працівниками місцевого краєзнавчого музею знайшли «Ведомость о церкви Нежинскої соборной за 1832 год». Імовірно, спираючись на датування найдавніших богослужбових книжок, що зберігалися в ризниці собору, «Ведомость» називає приблизний час будівництва храму — 1634 рік. Слід також взяти до уваги повідомлення вже згадуваного нами архієпископа Філарета Гумілевського, який стверджував: на престолі собору стояв срібний хрест з польським написом про те, що його подарувала цьому храму 1606 року міщанка Волоховичева. Наведені факти свідчать про існування в Ніжині на початку XVII століття давньої дерев'яної Миколаївської церкви. Уважний аналіз документальних матеріалів XVII–XVIII століть дозволяє з'ясувати драматичну історію цієї видатної пам'ятки, уточнити час її зведення.
Опанас Шафонський, створюючи в 1780-х роках свій топографічний опис Чернігівського намісництва, залишив для нас докладний опис Ніжина з його старожитностями. Згадуючи Ніжинський Миколаївський собор, він писав: «Церковь Святителя Николая Чудотворца соборная. Пред нею стояла на сем месте деревянная. Но ни о начале деревянной, ни каменной нет никаких сведений.» Констатуючи відсутність будь-яких архівних джерел (а дослідник створював свою працю на основі місцевих церковних та магістратських архівів), він далі наводить перекази місцевих старожилів: «Сказывают, что настоящая каменная (церковь) казаками полку Нежинского сооружена, что не далее могло случиться, как в сероедине прошедшего семнадцатого столетия, когда казаки против Польши усилились». Безумовно, О. Шафонський пов'язував будівництво храму з подіями «Хмельниччини» 1648–1657 років.
Цікаво, що протягом XVII століття ніжинський Миколаївський собор неодноразово потрапляє на сторінки історичних джерел. Першою достовірною згадкою про собор можна вважати повідомлення вже згадуваного нами «Літопису Самовидця» від 18 червня 1663 року. Цей літопис, автором якого досить імовірно є вихідець з Ніжина генеральний підскарбій, а згодом Стародубський протопоп Роман Ракушка-Романовський, містить чимало відомостей з історії міста та свідчить про обізнаність автора з його топографією. Тоді, у червні 1663 року, Ніжин стає центром драматичних подій, пов'язаних з відомою «Чорною Радою», коли в місті відбулися запеклі сутички між прихильниками претендентів на гетьманську булаву, що виявило значні протиріччя між різними верствами українського суспільства. «Самовидець» повідомляє, що після обрання на Раді гетьман Іван Брюховецький «попровадил в соборную церков Святого Николая, где присягу виконал зо всем войском.» Таким чином, собор на той час вже діяв як центральний («соборний») храм міста, де відбувалася значна подія — присяга новообраного гетьмана на вірність московському цареві.
Документи раннього часу, а саме «Статейний список» посольства московського боярина В. Бутурліна, розповідаючи про перебування в Ніжині в січні 1654 року та приведення козаків Ніжинського полку до присяги на вірність московському цареві, соборним храмом міста, де відбувалися богослужіння та церемонія присяги, називає іншу церкву: «…и пришед в Соборную церковь Живоначальныя Троицы, говорили ектенью и молили Бога о государевом многолетнем здоровие.» Нагадаємо, що міські храми поділялися на звичайні парафіяльні та соборні. Причому соборний храм, як правило, був один. Він не мав окремого приходу і при ньому розташовувалося місцеве духовне управління — протопопія. Соборними вважалися також головні храми монастирів. Отже, 1654 року соборним храмом полкового міста Ніжина вважався не Миколаївський, який існував просто як дерев'яна парафіяльна церква, а Троїцький храм. Однойменна Троїцька церква і досі збереглася в історичному центрі Ніжина. Відомо, що побудовано її 1733 року на місці попереднього дерев'яного храму. Отже, дату заснування цегляного Миколаївського собору слід шукати в проміжок часу між січнем 1654 та червнем 1663 року.
Подальший пошук дозволив зробити такі висновки. Знавець історії Лівобережної України О. М. Лазаревський, який у 1870-х роках працював суддею в Ніжинському окружному суді та цікавився місцевими старожитностями, свого часу відшукав та опублікував купчу грамоту 1655 року, за якою ніжинська міщанка Вася Копачовчиха, що була дуже хворою, продала свій будинок за 200 польських золотих. З цієї суми вона заповіла «…40 золотих и осмаков 50 полских на монастир Ніжинский; на Тройцу святую другую — 40 золотих и осмаков 50; на новую церков, которая за помочью Божиею и за старанием его мил(ости) пана Ивана Нечипоровича, гетмана нашого Северского, и панеи матки его мил(ости) фундована, дати мает третюю — сорок золотих и осмаков 50 полских…» Дослідник вже тоді висловив думку, що під «новою церквою», що будувалася в Ніжині коштом полковника Івана Нечипоровича Золотаренка та його матері, слід вважати козацький полковий Миколаївський собор.
Причетність родини Золотаренків до будівництва ніжинського Миколаївського собору підтверджують і місцеві перекази. Зокрема, у Ніжині досі можна почути розповіді, що саме в цьому храмі вінчалися гетьман Богдан Хмельницький і Ганна Золотаренко. Як відомо, сестра ніжинського полковника була третьою дружиною гетьмана, але документально підтверджено, що їхнє вінчання відбулося 1652 року в Корсуні, ще до закладення мурованого ніжинського соборного храму. У ризниці Миколаївського собору тривалий час зберігалося Євангеліє в коштовному окладі, подароване братом Івана Золотаренка Василем, згодом теж ніжинським полковником. На окладі був зроблений напис: «Сіє Божественное Євангеліє украсил коштом своим раб Божій Василій Ничипоровыч Золотаренко до храму святителя Христова Николая церкви Ніжинской соборной за отпущеніє грехов своїх и родителей во вічную себі память року Божого 1658-го генваря дня 1-го.» (На жаль, це унікальне Євангеліє, що фігурує в описі майна Миколаївського собору 1808 року, тепер вважається втраченим. Хоча, слід зауважити, автор цих рядків володіє інформацією про можливу наявність цього дарунку полковника Василя Золотаренка ніжинському Миколаївському собору у фондах Київського музею історичних коштовностей на території Києво-Печерської Лаври)
Відомо, що брати Золотаренки були людьми для свого часу заможними. Іван Золотаренко був ніжинським полковником впродовж 1653–1655 років, як наказний гетьман козацького війська («гетьман Сіверський») брав участь у визвольній війні та завоюванні Білорусі і помер в грудні 1655 року від рани, яку отримав при облозі міста Старого Бихова. Його брат Василь з 1659 року теж займав уряд ніжинського полковника, брав участь у сумнозвісній «Чорній Раді» і року 1663 був страчений за наказом гетьмана Івана Брюховецького.
Отже, відомості про заснування і будівництво цегляного Миколаївського собору слід шукати серед документів часів Івана та Василя Золотаренків. До останнього часу такий пошук нічого не давав. Але розв'язання таємниці собору трапилось несподівано. Останню крапку в дискусії дало можливість поставити вивчення матеріалів про перебування в Ніжині відомого місіонера та публіциста, хорватського католицького священника Юрія Крижанича. Подорожуючи до Москви, він зупинився в Україні. До Ніжина Ю. Крижанич прибув у квітні 1659 року і внаслідок військових дій, що точилися за гетьманування Івана Виговського поміж московським та українським військами, був змушений затриматись тут на 5 місяців. Людина допитлива, він добре ознайомився зі становищем в Україні і близько зійшовся з полковником Василем Золотаренком і тодішнім ніжинським протопопом Максимом Филимоновичем. Тут він і побачив новозбудований мурований Миколаївський собор і дізнався про подробиці його спорудження. Згодом, опинившись у далекому сибірському місті Тобольську, куди його було заслано з наказу царя Олексія Михайловича як «іноземного шпигуна», Юрій Крижанич відобразив тогочасні події у яскравих публіцистичних творах, написаних російською мовою та латиною.
У богословсько-публіцистичному трактаті «О Промысле», (який є маловідомим для широкого кола дослідників і був уперше виданий 1860 року московським істориком П. Безсоновим), оповідаючи про пожежу, що трапилась на Різдвяні свята 1655 року під час похорону ніжинського полковника Івана Золотаренка в Корсуні, звідки хоробрий ніжинський полковник був родом, Ю. Крижанич визначив цю трагічну подію як кару Божу за те, що козаки під час військових походів у Білорусі та Литві грабували греко-католицькі та католицькі церкви. Сам Крижанич, як відомо, був католиком, хоча й позитивно ставився до православних, відстоюючи ідею об'єднання церков під зверхністю Риму — унію. Зокрема, він писав: «Хто заперечуватиме тут чудо та явну помсту Божого правосуддя? Визнав це менший брат, Василь Золотаренко, до якого в спадок перейшли багатства покійного: для замолювання братових гріхів збудував він у Ніжині велику церкву в ім'я святителя Миколая. Але не дійшов до покаяння істинного, бо награбоване церковне майно не повернув туди, звідки воно було взяте, а тримав у себе. На майдані ніжинському збудував був купецьку комору з міцними замками та ланцюгами; вона, як розповідають, була повна згаданих награбованих святих речей. Я сам бачив два святих образи, що їх було винесено з литовських церков: один був прикріплений спочатку Василем іззовні над дверима збудованої ним церкви, про яку ми казали вище; другий залишався у нього, прибитий у внутрішньому покої до стіни будинку.» Але, на думку Ю.Крижанича, за це Василь Золотаренко накликав на себе кару Божу: «Не довго володів він святим начинням. Воєвода Брюховецький звинуватив його у зраді та покарав злодійською карою.» Так закінчує свою розповідь хорватський публіцист, перетворюючи трагічну долю ніжинського полковника на повчальну приповість.
Аналіз наведених документальних свідчень дозволяє спростувати помилкове датування закладення та будівництва Миколаївського собору в Ніжині. Історичні джерела дають можливість простежити хронологію його зведення. Фундовано собор не пізніше грудня 1655 року на місці попереднього дерев'яного однойменного храму, що стояв в адміністративному центрі Старого міста з початку XVII століття, коштом козаків та міщан Ніжина, зокрема — на щедрі пожертви ніжинського полковника Івана Золотаренка та його матері. Після загибелі Івана Золотаренка опікувався будівництвом брат покійного Василь. Можливо, закінчили будівництво в 1658 році, коли Василь Золотаренко подарував до храму Євангеліє в коштовному окладі. У квітні 1659 року храм вже діяв, про що свідчить нам Юрій Крижанич.
З часу заснування Миколаївський собор став будівельною домінантою старого міста: довкола нього складається архітектурний ансамбль Соборної площі Ніжина. Протягом XVII–XVIII століть будуються, як зазначено в старовинному описі, «подле николаевской церкви в той же ограде церковь старинная каменная во имя св. Варвары, шпиталь и школа», які згоріли під час пожежі 1792 року.
Реформи уряду Катерини II кінця XVIII ст. підірвали економічну незалежність церкви, поставили її на коліна перед світською владою. Про те, яким занедбаним був центральний та найкрасивіший собор Ніжина у той час свідчить «Вірчий лист» на збирання пожертв для ремонту храму, виданий 20 жовтня 1797 року. У ньому, зокрема зазначалося:
|  | Церков каменная наша приходская Соборно-Николская Ніжинская, поелику давно уже устроена, так что гораздо более ста літ, да и трекратним пожарем будучи поврежденна, во многих містах требует немалой починки, а особливо внутрі в нікоторих містах, а снаружи совсім тинкованье опало, колоколни ж каменной при ней и совсім нет, якую колоколню необходимость крайняя указивает построить, ибо, хотя и и есть деревянная, но та пришла в обветшаніє, что едва может стоять. Да почти уже и совсем к разрушенію наклонилась, от чего немалую опасность наносит к бытію тамо колоколам, а сверх того и безобразит немало… |

Як видно, храм неодноразово горів, причому найбільш нищівними були пожежі 1754, 1792 та 1798 років. Ось як описує останню трагедію «Ніжинський літопис» (унікальний рукопис з історії Лівобережної України, й Ніжина зокрема, що зберігається тепер в Інституті рукопису ЦНБ України ім. В.Вернадського): «1798 мая 7 против 8 числа пожар сделался в городе. Погоріли церков Николая з болшим колоколом, все купеческие ряды и городовой магистрат.» Саме жорстока пожежа 1798 року, яка буквально винищила півміста, стала приводом для ніжинців звернути нарешті увагу на становище Соборної церкви. Миколаївський собор відбудовується і перебудовується. Втративши первісну бароккову форму верхів, храм набуває класичного вигляду. На початку XIX століття біля нього споруджується кам'яна дзвіниця на місці колишньої дерев'яної. Згодом поруч з'являються тепла церква Іоанна Предтечі (1842 р., зараз понівечена та перероблена на міський Будинок культури), зводиться в російському стилі невелика капличка та художня огорожа (зруйновані у 1930-ті роки), торговельні ряди, що належали церкві.
Нарешті, під час масової антирелігійної кампанії 20—30-х років XX століття його закрили. Хто знає, що очікувало цей храм, якби міська влада не визнала його придатним … під склад. Коли в 1950 році співробітники тресту «Строймонумент» Г. І. Говденко та М. М. Олександрова оглянули будівлю, перед ними постала жахлива картина: зруйновані бані, провалені склепіння, знищені малювання, завалена сміттям підлога. Західні двері собору були розширені з таким розрахунком, щоб усередину вівтаря могла в'їхати вантажівка. Внаслідок цього знищено чудовий портал XVII століття. Невідомо, коли і як загинув золочений іконостас… У роки другої світової війни будівля постраждала від близьких вибухів авіабомб, на стінах з'явилися глибокі тріщини. У 1956 році почалася кропітка робота по дослідженню та відновленню Миколаївського собору. Постійна нестача коштів та будівельних матеріалів були не єдиною перешкодою на шляху відродження пам'ятки старовини. У 1961 році, під час чергового, цього разу «хрущовського» наступу на релігію, реставраторам та охоронцям пам'яток довелося витримати паперову війну з представниками місцевої влади, які намагалися вирішити проблему нестачі коштів на реставрацію «культових споруд» стародавнього Ніжина за допомогою бульдозерів. Місцеві «герострати» пропонували негайно розібрати цілий ряд безцінних архітектурних та історичних пам'яток, у тому числі — й Миколаївський собор, мотивуючи це нестачею коштів, «неблагоприятным» сусідством храмів, «которые своим внешним видом обезображивают город», із закладами «соцкультбыта». Пам'ятку козацької слави пощастило відстояти, і в 1966 році було здійснено реставрацію карнизів і покрівлі барабанів собору. Але невдовзі, у зв'язку з припиненням фінансування, ремонтно-реставраційні роботи на пам'ятці були припинені та відновилися тільки в 1980 році, з нагоди Московської олімпіади. У 1990 році, після довготривалої роботи, унікальну пам'ятку реставрували. Будівельники повернули первісний вигляд бань, відновили чудове цегляне мереживо на стінах, і над старовинною Соборною площею сивочолого Ніжина тепер, як і раніше, залунали урочисті дзвони. Тоді ж, у 1990 році, з нагоди Всеукраїнської акції «Дзвін-90», організованої національно-демократичними силами України та товариством «Просвіта» ім. Тараса Шевченка, у ніжинському Миколаївському соборі відбулося перше після тривалого часу запустіння Богослужіння українською мовою, яке відслужили священники Української Автокефальної Православної Церкви.
У 1980–1990 рр. храм реставровано та передано релігійній громаді УПЦ Московського патріархату.

## Персоналії
Після свого обрання гетьман Брюховецький саме в Ніжині прийняв «разом зі своїм військом присягу в Соборній церкві Св. Миколи».
На початку XVIII століття настоятелем собору був протоієрей Павло Яворський, брат митрополита Стефана Яворського, намісника патріаршого престолу Росії. Під наглядом отця Павла, на кошти владики Стефана поблизу Свято-Микільського храму було побудовано чоловічий Благовіщенський монастир, що й нині стоїть у Ніжині.
1734 року іконостас для собору створив іконописець Василь Реклінський.
Наприкінці XIX — на початку XX століття настоятелем собору був протоієрей Георгій (Спаський). 15 серпня 1905 року він вінчав у Миколаївському соборі викладача Катеринодарської гімназії Павла Яковича Корольова та доньку купця Марію Миколаївну Москаленко — батьків конструктора космічних кораблів Сергія Корольова.

## Святині
Найшанованішою святинею собору була ікона Божої Матері, перед якою молилися під час посухи, після чого завжди починався дощ. Доля образу невідома.
Ікона святого великомученика і цілителя Пантелеймона з часткою мощей цього угодника Божого. Її надіслав з Німеччини у 1998-му році колишній паламар собору Прохір, який служив тут у роки нацистської окупації.